# Galabov-Gymnasium Sofia

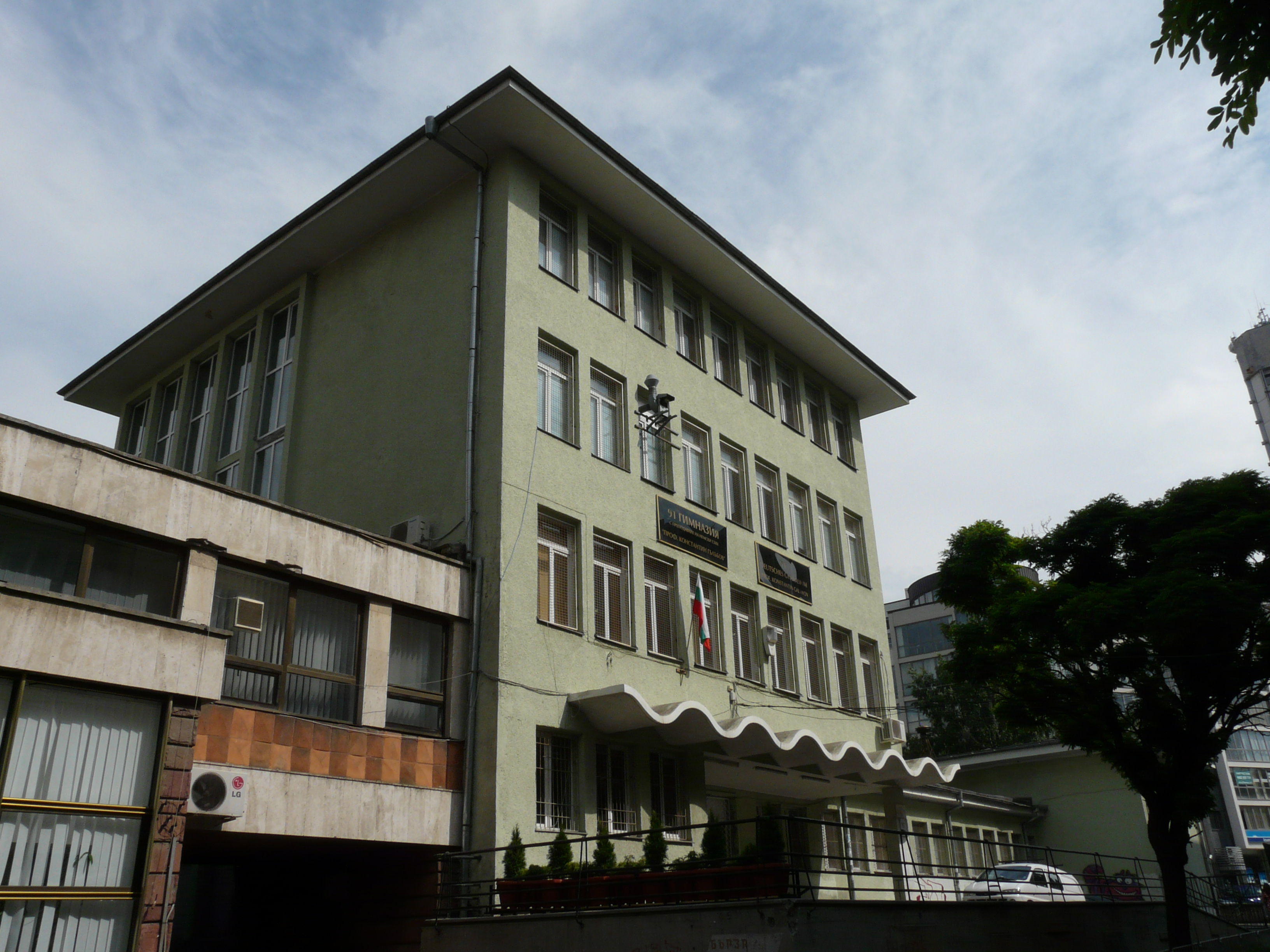
Haupteingang des „Galabov-Gymnasiums“ in der ul. „Bratja Miladinovi“ (Seitenstraße der Hauptadresse)

Das Galabov-Gymnasium in Sofia wurde im Jahre 1960 gegründet. Es ist eines von mehreren deutschsprachigen Gymnasien in Bulgarien.

## Geschichte
Das Gymnasium wurde am 15. September 1960 als 91. Polytechnische Oberschule (bulgarisch: 91. Единно средно политехническо училище, 91. ЕСПУ) mit fünf Lehrerinnen und 125 Schülerinnen und Schülern eröffnet. Seit Beginn des Schuljahres 1961/62 unterrichteten aus der DDR entsandte Lehrkräfte an dieser Schule. In der Zeit vor 1990 trug das Deutsche Gymnasium in Sofia den Ehrennamen „Karl Liebknecht“. Es bestand wie an allen bulgarischen Schulen zu der Zeit auch eine Uniformpflicht für die Schüler. Diese Uniform bestand bei männlicher Jugend aus einem dunkelblauen einreihigen Anzug mit Kragenspiegeln und mit einer Schirmmütze. Kragenspiegel und Schirmmütze waren mit den Insignien des Gymnasiums verziert. Die weibliche Jugend trug einen schwarzen Kittel mit weißem Kragen. Auf die Länge der Haartracht der Schüler wurde besonderen Wert gelegt. Mädchen durften zwar lange Haare tragen, allerdings nicht offen, sondern nur als Zöpfe geflochten. Bestand an der Zulässigkeit der Länge der Haartracht oder von zusätzlichen Bekleidungsutensilien Zweifel, so wurde der Schüler vom Unterricht ausgeschlossen.
Vor 1990 wurden nur die Fächer Bulgarisch, Mathematik sowie Russisch und das Fach „Wissenschaftlicher Kommunismus“ in der bulgarischen Sprache gelehrt. Weitere meist naturwissenschaftliche Fächer fanden teilweise oder komplett in deutscher Sprache statt. Traditionell unterrichteten dabei deutsche Lehrer die naturwissenschaftlichen Fächer in deutscher Sprache. Das Gymnasium besuchten deshalb damals auch viele Kinder von Botschaftsangehörigen.
Nach dem politischen Umbruch in Bulgarien wurde auch das Gymnasium umbenannt und erhielt den Namen „91. Deutschsprachiges Gymnasium Prof. Dr. Konstantin Galabov“ (bulgarisch: „91. Немска езикова гимназия Проф. Константин Гълъбов“). Galabov war ein bulgarischer Philologe und Publizist, Absolvent der Christian-Albrechts-Universität zu Kiel und langjähriger außerordentlicher Professor an der Kliment-Ohridski-Universität Sofia. Er war Vorsitzender des P.E.N. in Bulgarien.

## Unterricht
Die Aufnahme der Schüler an Sprachgymnasien in Bulgarien geschieht nach der siebten Klasse. Der für bulgarische Schulen verbindliche Lehrplan wird nach der siebten Klasse durch eine Vorbereitungsstufe unterbrochen. In diesem Jahr der Vorbereitungsstufe wird intensiv die deutsche Sprache gelehrt, dabei haben die Schüler neben dem Fach Deutsch im Umfang von etwa 18 Wochenstunden nur die Fächer Sport, Bulgarisch, Musik und Mathematik. Nach diesem Vorbereitungsjahr wird mit der Klassenstufenzählung regulär bei Klasse 9 weiter gezählt. Das Abitur wird somit nach der 12. Klasse erreicht. Da die Einschulung in Bulgarien generell erst mit 7 Jahren erfolgt, sind die Schüler der 12. Klasse meist älter als 18 Jahre.
Seit dem Schuljahr 1994 unterrichten am Galabov-Gymnasium in der Regel 5 bis 8 deutsche Lehrkräfte. Mitte der 1990er Jahre wurde auch die Deutsche Abteilung neu aufgebaut, sodass ein binationaler Bildungsabschluss erreicht werden kann. Daher wird beim siebenzügigen Galabov-Gymnasium je nach der Anzahl der auf Deutsch unterrichteten Fächer zwischen zwei Arten von Klassen unterschieden, wobei die Einteilung in diese Klassen am Ende der achten Klasse mit einer schriftlichen und mündlichen Aufnahmeprüfung erfolgt:
- 5 Klassen mit verstärktem Deutschunterricht (Sprachdiplomklassen)
- 2 Klassen mit fast ausschließlich deutschsprachigem Unterricht (Abteilungsklassen)

Wer die Sprachdiplomklasse erfolgreich mit der Sprachdiplomprüfung der Stufe II der Kultusministerkonferenz der Länder abschließt, ist von einer sprachlichen Aufnahmeprüfung an deutschen Hochschulen befreit. Zu diesem Zweck haben die Schüler der Sprachdiplomklassen zwischen 5 und 8 Wochenstunden Deutschunterricht, in dem vor allem die Grundlagen für das erfolgreiche Absolvieren der Sprachdiplomprüfung gelegt werden. Weitere Fächer werden in den Sprachdiplomklassen nicht kontinuierlich auf Deutsch unterrichtet.
Dagegen haben die Schüler der beiden Abteilungsklassen ab der neunten Klasse Deutschunterricht im Umfang von 6 Wochenstunden, hinzu kommen weitere Fächer wie Mathematik, Geschichte, Biologie und Chemie, die ebenfalls in deutscher Sprache unterrichtet werden. Die so genannten Leistungsschüler können neben dem bulgarischen Abitur auch das deutsche Abitur ablegen und gelten damit in Deutschland als Bildungsinländer. Das schriftliche Abitur wird dabei in den Fächern Bulgarisch, Deutsch, Mathematik und wahlweise Biologie oder Chemie abgelegt. Im Mündlichen müssen die Schüler drei Prüfungen ablegen: Bulgarisch, Deutsch und ein weiteres Pflichtfach ihrer Wahl (Mathematik, Biologie, Chemie, Englisch oder Geschichte).

## Wissenswertes
Um erlernte Kenntnisse einzuüben und um eine andere Kultur kennenzulernen, findet ein regelmäßiger beidseitiger Schüleraustausch mit unterschiedlichen deutschen Schulen statt (Stand: April 2024):
- Humboldt-Gymnasium in Ulm
- Gymnasium in Immenstadt im Allgäu[5]
- Domgymnasium in Verden (Aller)[6]

Auch innerhalb Bulgariens findet die Schule große Beachtung. In einem Rundbrief der deutschen Botschaft von 2007 heißt es zur Zeugnisverleihung an die Abiturienten:
Die besondere Hochachtung, die dieses deutsche Abitur auch bei unseren bulgarischen Partnern und Freunden genießt, wurde durch die Teilnahme und die freundlichen Worte des Vize-Ministers im Bildungsministerium Atanassov deutlich... Seit 1998 können hier bulgarische Schüler das deutsche Abitur ablegen. Vielleicht gilt diese Schule auch deshalb als die beste im Lande.

## Bekannte Ehemalige
- Stojan Stalew (* 1952), Abitur 1970, bulgarischer Jurist und Diplomat, Außenminister Bulgariens (1997)
- Petja Parwanowa (* 1960), Abitur 1978, bulgarische Politikerin, Innenministerin Bulgariens (2013)
- Andrej Kowatschew (* 1967), Abitur 1986, bulgarischer Politiker, Mitglied des Europäischen Parlaments
- Stefan Kolev (* 1981), Abitur 1999, bulgarisch-deutscher Professor an der Westsächsischen Hochschule Zwickau
- Atanas Pekanow (* 1991), Abitur 2010, bulgarisch-österreichischer Wirtschaftswissenschaftler und Minister in mehreren bulgarischen Regierungen